# 石井冨士雄
石井 冨士雄（いしい ふじお、1919年1月16日 - 2007年9月5日）は、日本の銀行家。岩手銀行頭取を務めた。岩手県出身。

## 経歴
1943年9月に東北帝国大学法学科を卒業し、1946年3月に大蔵省に入行。1968年4月に岩手銀行常務に就任し、1974年11月に専務を経て、1977年12月には頭取に就任。1989年6月に会長に就任し、1995年6月には相談役に退いた。
2007年9月5日、心不全で死去。88歳没。